# F1 the Album
F1 the Album è la colonna sonora del film omonimo del 2025, pubblicato con doppia etichetta Atlantic Records e Apple Video Programming il 27 giugno 2025, giorno dell'uscita del film nelle sale statunitensi.

## Tracce
1. Don Toliver ft. Doja Cat – Lose My Mind – 3:29 (Caleb Toliver, Amala Dlamini, Hans Zimmer, Ryan Tedder, Grant Boutin)
2. Dom Dolla ft. Nathan Nicholson – No Room for a Saint – 3:56 (Dominic Matheson, Nathan Nicholson, Toby Le Messuier)
3. Ed Sheeran – Drive – 3:07
4. Tate McRae – Just Keep Watching – 2:22 (Ryan Tedder, Tyler Spry, Tate McRae)
5. Rosé – Messy – 2:59 (Roseanne Park, Cleo Tighe, Delacey, Peter Rycroft, Matthew James Burns)
6. Burna Boy – Don't Let Me Drown – 3:05
7. Roddy Ricch – Underdog – 2:22
8. Raye – Grandma Calls the Boy Bad News – 3:26
9. Chris Stapleton – Bad as I Used to Be – 5:00 (Chris Stapleton, Dave Cobb)
10. Myke Towers – Baja California – 2:23 (Michael Torres Monge. Pablo Diaz-Reixa, Oscar Adler. James E. Alexander. Ben Cauley. Allen Jones. John R Smith. Andres Vargas-Titus. William McLean)
11. Tiësto e Sexyy Red – OMG! – 2:32
12. Madison Beer – All at Once – 2:34
13. Peggy Gou – D.A.N.C.E. – 3:15
14. PAWSA – Double C – 3:46
15. Mr Eazi – Attention – 2:53
16. Darkoo – Give Me Love – 2:20
17. Obongjayar – Gasoline – 3:39

## Date di pubblicazione
| Paese | Data di pubblicazione | Formato                                  | Edizione | Nota  |
| ----- | --------------------- | ---------------------------------------- | -------- | ----- |
| Mondo | 27 giugno 2025        | CD, LP, MC, download digitale, streaming | Standard | [ 2 ] |